# Arabe hijazi
 (décembre 2020).
Si vous disposez d'ouvrages ou d'articles de référence ou si vous connaissez des sites web de qualité traitant du thème abordé ici, merci de compléter l'article en donnant les références utiles à sa vérifiabilité et en les liant à la section « Notes et références ».
L'arabe hijazi (en arabe : حجازي ), également appelé arabe d’Arabie occidentale, est une variété d’arabe parlée dans la région du Hijaz en Arabie saoudite. Strictement parlant, il existe deux principaux groupes de dialectes parlés dans la région du Hijaz, l'un par la population urbaine, parlée à l'origine dans les grandes villes de Jeddah, La Mecque et Médine, et l'autre par les populations bédouines ou rurales. Cependant, le terme s’applique le plus souvent à la variété urbaine dont il est question dans cet article.

## Classification
L'arabe hijazi appartient à la branche arabe de l'ouest de la péninsule arabique. 